# Paris-Saclay

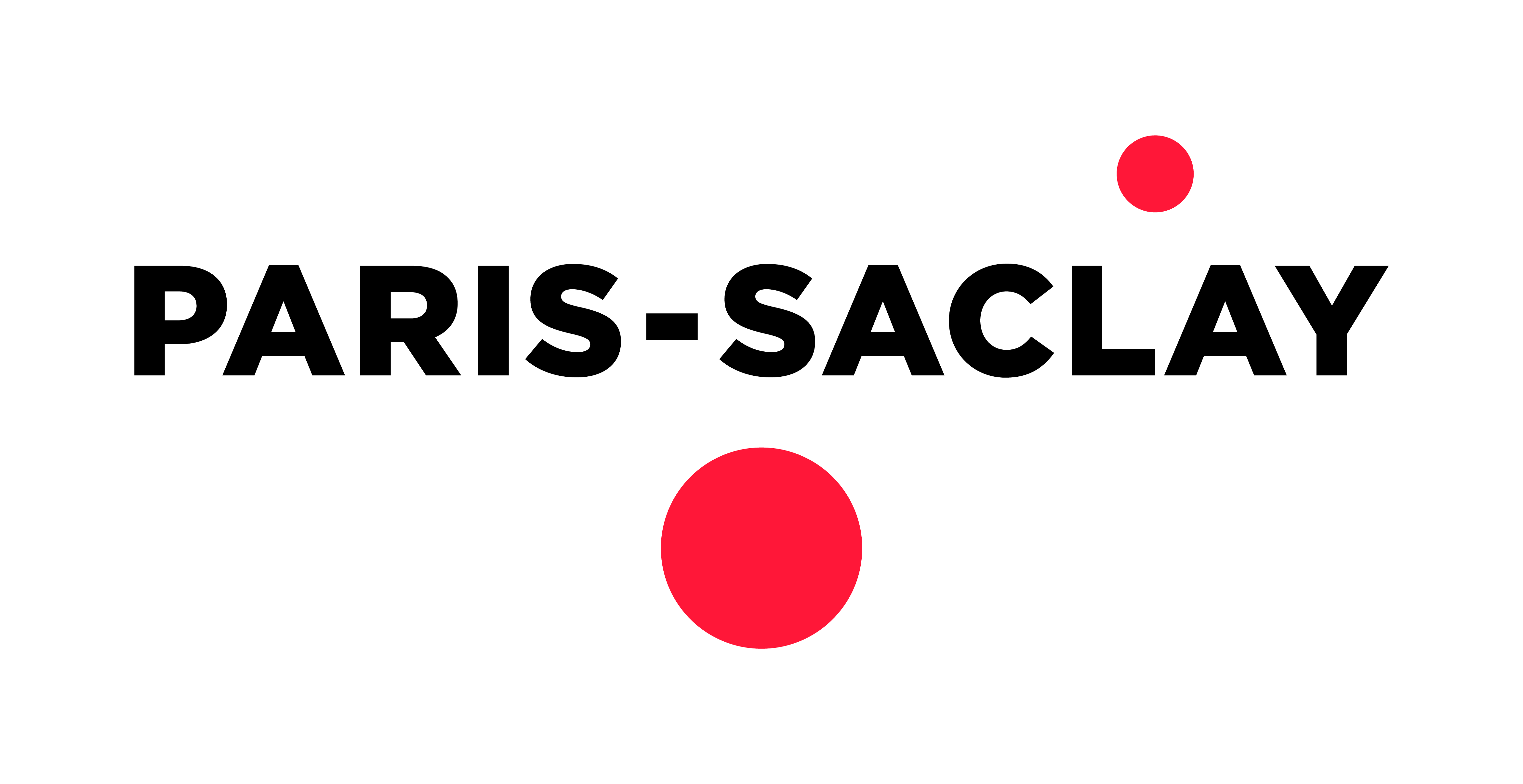
Beeldmerk Paris-Saclay

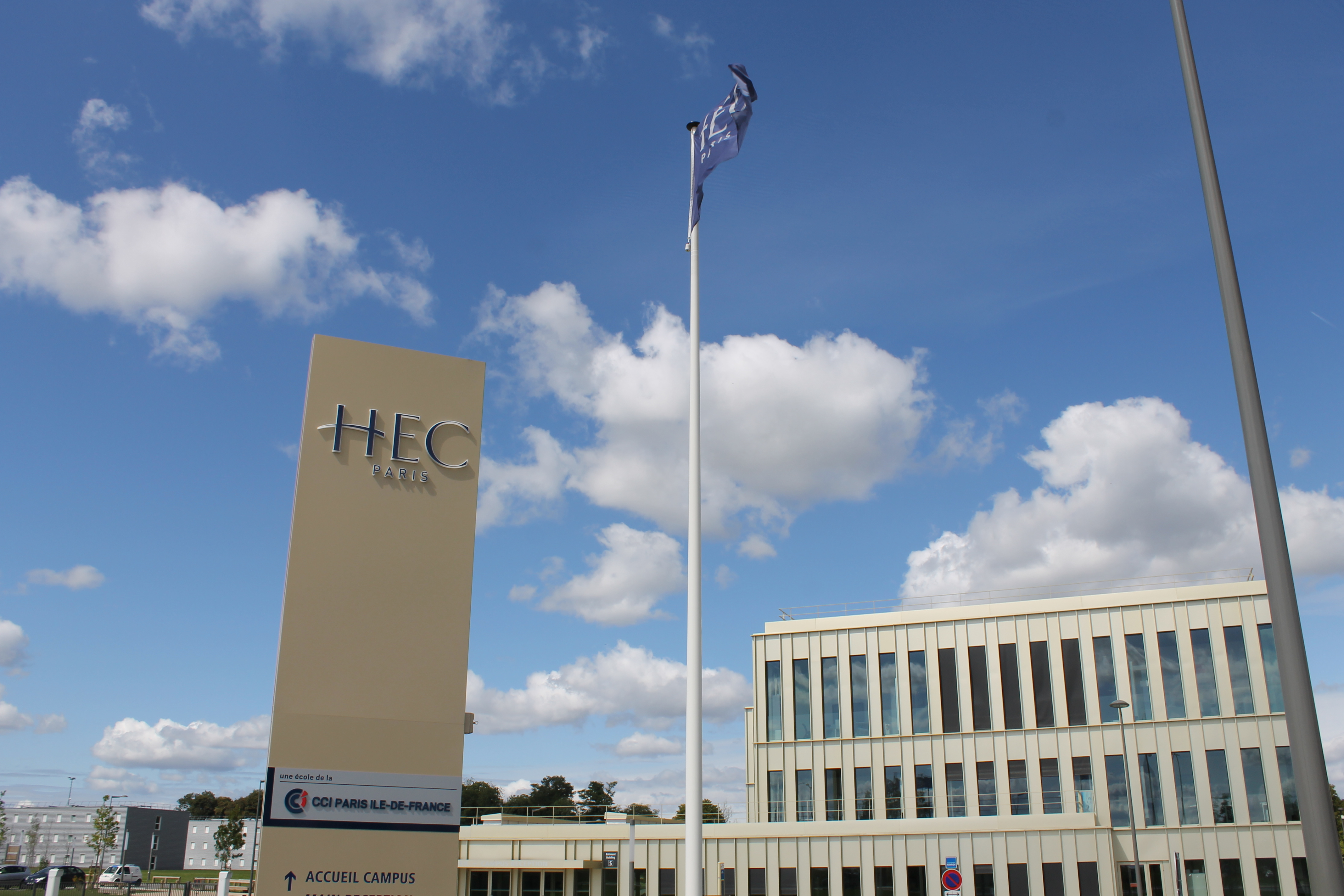
HEC Paris

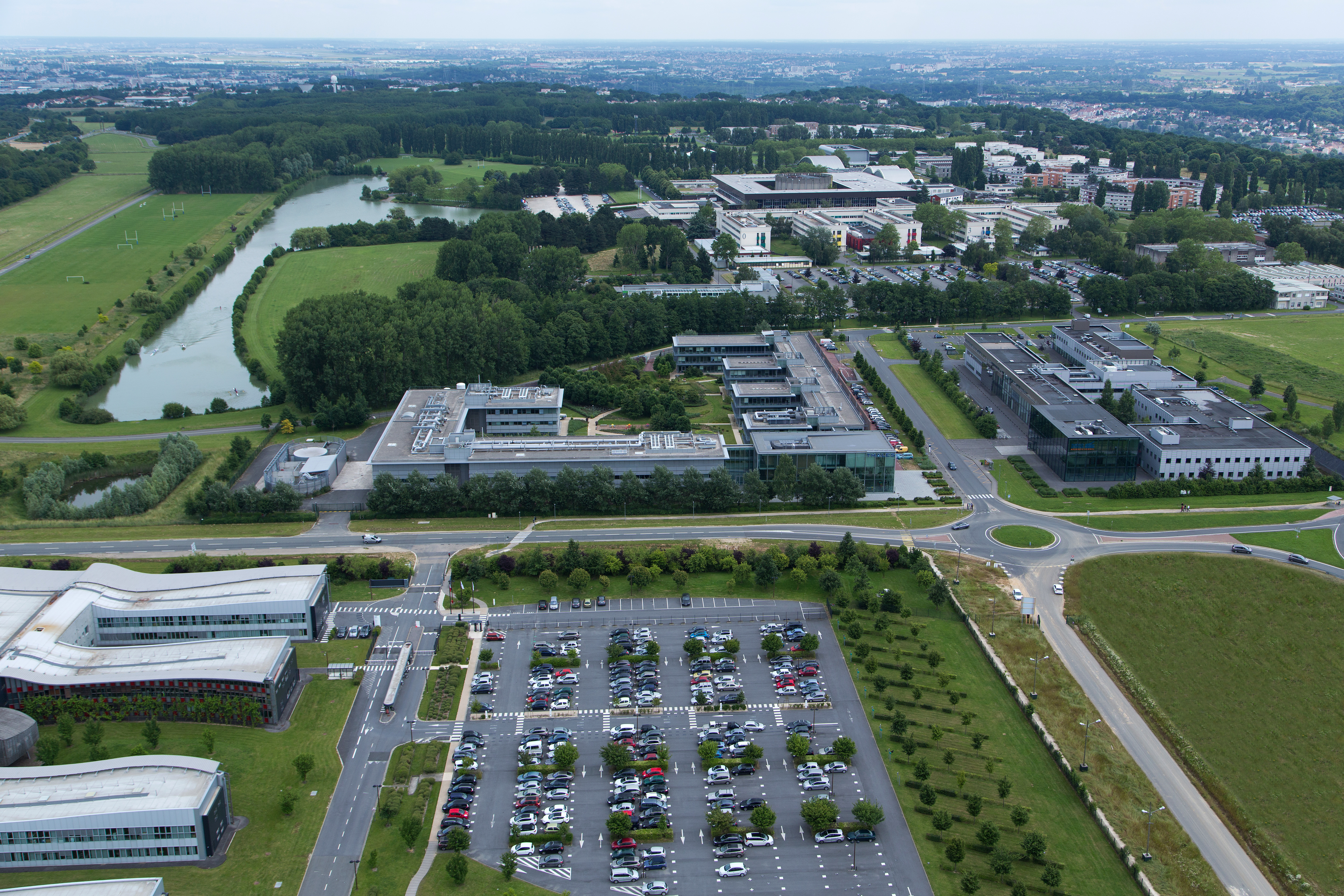
École polytechnique

Paris-Saclay is een concentratiegebied voor technologie en wetenschap in Parijs, nabij Saclay op het Île-de-France. Het omvat onderzoeksinstellingen, twee grote Franse universiteiten met instituten voor hoger onderwijs (grandes écoles) en ook onderzoekscentra van particuliere bedrijven. In 2013 plaatste Technology Review Paris-Saclay in de top acht van onderzoeksclusters ter wereld. In 2018 vertegenwoordigde het bijna 15% van de Franse wetenschappelijke onderzoekscapaciteit.
De eerste vestingen dateren uit de jaren vijftig en het gebied is verschillende keren uitgebreid in de jaren zeventig en de jaren nul. Vanaf de jaren tien zijn verschillende grote en bekende instituten hierheen verhuisd.
Het gebied is anno 2023 de thuisbasis van veel van Europa's grootste hightechbedrijven, evenals de twee meest prestigieuze Franse universiteiten, de Universiteit Parijs-Saclay (onder andere CentraleSupélec en ENS Paris-Saclay) en het Institut polytechnique de Paris (onder andere École polytechnique, Télécom ParisTech en HEC Paris).
In de ARWU 2020-ranglijst staat Universiteit Parijs-Saclay op de veertiende plaats in de wereld voor wiskunde. Voor natuurkunde staat deze wereldwijd op de negende plaats en in Europa op de eerste plaats.
Het doel was om het cluster te versterken en een internationaal wetenschaps- en technologiecentrum te creëren dat zou kunnen concurreren met andere hightechdistricten zoals Silicon Valley of Cambridge, MA.